# Cristo della moneta
Il Cristo della moneta è un dipinto a olio su tavola (75x56 cm) di Tiziano, databile al 1516 circa e conservato nella Gemäldegalerie di Dresda. È firmato "Ticianus F.[ecit]".

## Storia
È molto probabile che la tavola fosse quella vista da Vasari su una porta di uno studio di Alfonso I d'Este a Ferrara. Seguendo le vicende della dinastia estense finì a Modena e nel 1746 venne venduta con la grande maggioranza delle collezioni artistiche al principe di Sassonia, confluendo successivamente nel museo di Dresda.
Una copia antica all'Accademia di San Luca a Roma mostra l'opera di dimensioni maggiori, prima che venissero decurtate due ali ai lati. Un'altra copia, attribuita al Garofalo, è nelle collezioni degli Uffizi e mostra pure un formato più ampio.

## Descrizione e stile
La scena è tratta dal Vangelo di Matteo (17:24–27), in cui Gesù invita Pietro a recarsi presso il lago, pescare il primo pesce, ed estrarre dalla sua bocca la moneta necessaria a pagare un tributo richiesto per entrare nella città di Cafarnao. Il soggetto è raro e quasi sempre veniva commissionato ai pittori da gabellieri o sovrani che imponevano nuove tasse, per dare un fondamento religioso alle richieste di denaro.
Per Tiziano le due figure emergono dalla penombra con notevole forza plastica, invase da una luce incidente che accende i colori delle vesti e il chiarore degli incarnati. Sciolta è la disposizione dei personaggi, studiata in modo da accentuare l'intensità dello sguardo tra  Gesù e Pietro. La figura dell'apostolo è di estremo realismo, vestito come un popolano e con uno zingaresco orecchino a un lobo.
Significativa è una testimonianza di Sigmund Freud a proposito del Redentore:
«[…] Un altro quadro mi ha incantato, il “Cristo del tributo” di Tiziano, che conoscevo senza averlo notato particolarmente. Questa testa di Cristo, mia cara, è la sola verosimile che possiamo pensare avesse un tal uomo. Mi è sembrato, anzi, di dover credere che egli fosse stato davvero così importante, perché la sua rappresentazione è così riuscita. E in tutto ciò niente di divino, un nobile volto umano assai lontano dalla bellezza, e severità, interiorità, profondità, una mitezza superiore, una passione profonda: se tutto ciò non si trova in quel quadro, allora non esiste la fisiognomica. L’avrei portato volentieri via, ma c’era troppa gente […]. Dunque, me ne sono andato commosso. […]». (Sigmund Freud, "Lettere alla fidanzata", traduzione di Mazzino Montinari, Paolo Boringhieri editore, Torino 1963, pp. 75–76).
L'opera era molto apprezzata anche da Fëdor Dostoevskij, assiduo frequentatore della pinacoteca.